# ジャバウォッキー (漫画)
『ジャバウォッキー』（JABBERWOCKY）は、久正人による日本の漫画。『月刊マガジンZ』（講談社）にて、2006年10月号から2007年8月号まで誌上連載され、その後『マガジンZ∞』（マガジンZホームページ）に移籍して2007年7月から2009年1月まで配信連載された。

## 概要
本作は、絶滅を乗り越えて直立二足歩行に進化した恐竜が生きる架空の19世紀末を舞台に、オヴィラプトルのサバタと女スパイのリリーが活躍するスパイアクション。歴史上の実在の人物や重大事件、著名な小説のキャラクターが作中に多く登場しており、そこに恐竜が進化して生き残っていたら、という架空の世界設定を加えることで、大胆な歴史解釈（歪曲）を行っているのが特徴である。
タイトルのジャバウォッキーはルイス・キャロルの『ジャバウォックの詩』に由来する。また「直立二足歩行に進化した恐竜」という設定は、エリック・ガルシアの「恐竜探偵ヴィンセント・ルビオ」と共通している。
登場人物の名前はマカロニ・ウェスタンなどの映像作品から取ったものが多い。
前述のように、連載途中で雑誌での連載からパソコン等における配信による連載に移行した（配信は無料）。単行本では1巻から3巻が誌上連載分、4巻以降が配信連載分となっていて、全ての連載を収録した単行本は全7巻刊行されている。
2014年1月から3ヵ月連続でアース・スター エンターテイメントで全7巻の新装版が発売された。さらに同年、『ネメシス』No.17より続編『ジャバウォッキー1914』の連載が始まり、No.41まで連載された。
2024年には『モーニング』2024年38号より、東直輝による第3作『龍と霊―DRAGON&APE―』の連載が始まった。

## ストーリー
恐竜は絶滅していなかった。白亜紀末期の大絶滅を生き残り、直立二足歩行に進化した恐竜達は、独自の技術と能力によって歴史の裏舞台に暗躍していた。元英国情報部のリリー・アプリコットは、任務の途中出会ったオヴィラプトルのサバタにスカウトされ、結社「イフの城」のメンバーとなる。イフの城の目的は「明日を救う」こと。
19世紀末の世界各地を舞台に、リリーとサバタのコンビが恐竜絡みの事件に臨む。

## 登場人物
※「（斜体文字）」は各シリーズ名、下記詳細を参照。

### イフの城
シャトー・ディフに由来する秘密結社。モンテ・クリスト伯三世をトップに置く。世界の平和を守る、「明日を救う」ために活動する組織で、人間の他に多くの恐竜が参加している。
リリー・アプリコット
主人公の1人で、ヒロイン。
元英国情報部のスパイで、現在はイフの城のエージェント。
父親が英国を裏切り、母も自殺。その後英国情報部に拾われてスパイとなったが、父の汚名を被せられて、都合のいい暗殺人形として使われていた。
クールな性格で、ややとげとげしいところもあるが、芯に熱いものを持っている点ではサバタと共通する。意外に嫉妬深く、女性にいい顔をしたがるサバタにむくれた態度をとることも多い。少々物知らずなところもあり、「地上から砲弾で彗星を狙撃する」というジュール・ヴェルヌの小説のような計画も真顔で信じ込んだ。
イフの城に入った当初はスパイだったころの因習を引きずっていたが、サバタと共に任務を達成していく中で変化が見られるようになった。
無類の大酒飲みで、任務中でも酒瓶に口をつけて大量に飲んでいる。英国情報部時代は重責から酒に逃げ、吐くために飲んでいたが、現在は単純な趣味で飲酒を楽しんでいるようである。
サバタに対して恋愛感情はあるが、態度に出すことはあまりなく、サバタのラブコール（軽口）も大抵は「ウザイ」と一蹴している。
因みに彼女はイギリスでは既に死亡したことになっており、墓も存在する（他のイフの城のメンバーも書類上では死亡扱いである事が多い）。彼女の墓の近くには、「捜査とコカインをこよなく愛した探偵」の墓もある。作中では彼がライヘンバッハの滝の後に、姿を消す際イフの城の力を借りたという設定になっている。
武器は主に酒瓶等に隠した暗器を用いる。相棒のサバタが拳銃使いであり、また本人の嗜好もあって拳銃はあまり使わない。よく使用しているのはナイフだが、それ以外にも折り畳み式の鎚や斧、下着状の反応装甲のような爆弾など、ユニークな物も多い。移動用の馬車にはこの暗器入り酒瓶が大量に収まった「酒蔵」が設置されている。また、腰に鉤付きのロープを付けており、壁を登るなどの移動補助以外にも、先にナイフを取り付けての中距離戦にも用いている。
名前の由来はアイドル杏さゆりを英訳したもの。
サバタ・ヴァンクリフ
主人公の1人。
オヴィラプトルの氏族の生き残り。イフの城のエージェント。リリーの相棒。
オヴィラプトル＝卵泥棒という汚名を着せられ、迫害を受けてきた。親と妹はジャンゴによって殺される。サバタ自身もジャンゴに撃たれて右手を失うが、その際にジャンゴの左目を抉った。以来、互いに強烈な敵対心を持っている。
性格はクールを装っているが、実際は熱血漢。熱くなりやすく、特にリリーのこととなるとすぐ頭に血が昇る。その性格から失敗することもしばしば。また女性に弱い。
リリーに懸想しており、ことあるごとに熱烈なラブコールを送るが、大抵は軽口として受け流されている。ただ、相棒としても異性としてもその絆は深い。
恐竜の存在は表社会では秘密とされているため、人の多い場所では大抵変装している。初登場時は人間の被り物をしていたが、それ以降はつけ鼻・つけ髭と、頭のトサカを隠すための帽子を被っていることが多い。（帽子は頭のトサカを隠し、オヴィラプトルであることを隠すという目的もある）
武器はコルトM1851ネイビー。銃身は短い。コートの下に大量に隠しており、これをほぼ使い捨てで使用する。銃身の下部（ローディング・レバー部分）に折りたたみ式の銃剣を装着したモデルや、遠距離射撃用の長大な換えの銃身も存在する。
右手はジャンゴに撃たれて失ったため、現在は義手。ブースロイドの作ったもので、サバタ曰く13の革新的技術が盛りこんであるとの事。だが作中登場したのは射撃用の隠し腕（腕の左右に計2本付いている）と、手首部に内蔵された電動ノコギリのみである。
名前の由来は俳優のリー・ヴァン・クリーフと、彼が演じた西部悪人伝のサバタから。
ブースロイド
イフの城のエージェント。発明家。
様々な発明の他、サバタ、リリーの乗る馬車の御者を勤めるなど、主に2人のサポート役を務めることが多い。また少々暴走しがちな2人の歯止め役でもある。サバタの義手は彼の発明で、13の革新的技術が使われているという。
名前の由来は小説『ジェームズ・ボンド』シリーズでイアン・フレミングに助言し、後に作中にも登場した「ジェフリー・ブースロイド」。
モンテ・クリスト伯三世
イフの城のトップ。岩窟王モンテ・クリスト伯の子孫である。
気のいい中年といった風の男性で、自ら道楽貴族と名乗る。が、その道楽の中身は「世界の平和を守る」こと。
非常に切れ者で、組織のトップとしての貫禄も備えている。
偉人好きで、護衛任務のついでにシュリーマンのサインをもらってくるようサバタ達に頼んだり、エジソンとのツーショット写真をパネルにして飾ろうと言い出すなど相当なものがある。
D・H（ドラゴン・ホース）
イフの城のエージェント。その正体は「坂本龍馬」（龍・馬＝ドラゴン・ホース）。服装は主に着物の上にコートを羽織っている。相棒はディロフォサウルスの氏族。
サバタの銃の師匠。リリー曰く、銃の扱い方はもとより、ちょっとウザイ言動すらもサバタそっくりである。
額に切り傷があるが、これは近江屋事件で負った傷と思われる。
日本刀と中折れ式のリボルバーを使用する。彼の使用する日本刀の柄頭には、カタカナで「イフ」と読める細工が施してある。
ロコ
イフの城のエージェント。サイカニアの氏族。潜水艇アグナサ号の船長。
「BUCK＆DICK」ではネルソン提督を狙撃したナポレオン軍に倣って狙撃作戦を敢行するが、失敗。モビーディックを狩るどころかアグナサ号を沈没させかけてしまい、消沈して酒に逃げた。
アボラ・サンダ
「ONE FOR  THE ROAD」に登場。イフの城の連絡員。プロトケラトプスの氏族。
D・Hがスカウトしてきた男。切り裂きジャック事件の捜査に協力。ガイラが失踪したことを連絡してきた張本人で、ガイラが切り裂きジャックだと確信している。
生まれてからずっとロンドンの地下恐竜街に住んでいた為に、全身の肌が真っ白になっている。
実は本物の切り裂きジャック。ガイラを殺害し、その特徴的な親指の爪を自分の指と取り替えた。地下で見苦しく生き続ける恐竜達にうんざりしており、切り裂きジャックとしてロンドンを騒がせることで英国情報部を動かし、地下恐竜街を攻撃させようと考えていた。
ガイラの頭を模した被り物を被って変装していたが、この被り物そのものが凶器でもある。顎の部分が展開して刃となり、相手を切り裂く。
リリーの首を切り裂き、自分の勝利を確信してサバタを挑発するが、英国情報部が恐竜街に攻撃を行わないと判明するや、逃走する。その後サバタとナイチンゲールに追いつかれて銃弾を受け、下水に落ちかける。運良く外壁にガイラの親指の爪を引っ掛けたために助かるが、直後に追いかけてきたリリーに指を切り落とされ、下水に落下した。
スターバック
「BUCK&DICK」に登場。イフの城のアメリカ方面エージェント。女性。実在の小説の登場人物に関しては『白鯨』を参照。
メルヴィルの『白鯨』に登場した一等航海士であり、エイハブ船長への片思いから性別を偽ってピークォド号に乗り込んだ。ピークォド号の生き残りであるイシュメル以外のもう1人の生き残りで、半死半生の状態で海に漂っていたところをアグナサ号に拾われる。
モビーディックの専門家であり、仲間を奪ったモビーディックに向ける感情は恨みとも一種の敬いともとれるもので、不用意にモビーディックの制海圏に入り込んだリリーを、自殺行為だと激昂して殴っている。
サバタの義手を見て、エイハブ船長の義足を思い出し、交流を深めた。が、その現場をリリーに目撃され、サバタのどっちつかずな態度も相まって、彼女とリリーの関係は最悪なものになる。
最終的にモビーディックとの戦いの中で心を通わせ、最後には強い女の友情で結ばれることとなった。
マーロウ
「BUCK＆DICK」に登場。イフの城所属、アグナサ号の航海長。ジョゼフ・コンラッドの小説『闇の奥』の主人公。
海流を頼りにモビーディックを追跡したが、その際に自分の武勇譚を付け足して語り、ロコ船長に「100回は聞いた」「100年後くらいに 劇になる」と言われた。
マリオ・ロッソ
「HIDDEN DRAGON」に登場。フィレンツェで活動する連絡員。
ある人物から情報の提供を受け、その後サバタ、リリーと合流する手はずだったが、情報提供者と会う前にシニョーリア広場で謎の人体発火現象に遭い、死亡する。

### 有翼の蛇教団
恐竜による王政復古を唱える教団。有翼の蛇、即ち古代アステカやマヤ文明の神ケツァルコアトルに由来する。その理念は、人間と恐竜の関係を「元のあるべき姿」、つまり恐竜が人間を支配するという構図に戻そうというもの。狂信的な恐竜の集団で、目的の前では死ぬことすらもいとわない。
ジャンゴ
有翼の蛇教団のメンバー。アロサウルスの氏族で、サバタと因縁浅からぬ男。
冷酷な性格の持ち主で、サバタの妹を射的ゲームの的にして射殺。さらにサバタの右手を撃ち抜いた。その際サバタの逆襲にあって右手の骨で左目を潰される。以来サバタを敵対視している。
射撃の名手でもあり、列車の石炭車から最後尾の車両まで、スペンサーカービン・ライフルで狙撃するなどの離れ技をやってのけた。
またアロサウルスとして純粋な身体能力にも秀で、走って馬に追いつきその首を噛み切るなどの圧倒的な力を見せ付けた。
「ADAMS RIB」で、リリー・サバタのコンビの前に敗れ、右目を撃ち抜かれる。しかし死んでおらず、全盲になりながらも、両目に巨大なネジを貫通させた姿で再度登場する。因みに7巻の裏表紙では初登場時の状態で描かれている。
武器は前述のライフルとコルト・ビズリー。
名前の由来はマカロニ・ウェスタンによく見られる「ジャンゴ」という人名から。
教主
有翼の蛇教団の教主。コンプソグナトスの氏族。サクスフォンのケースの中にガトリングと一緒に隠れられるほど小柄。
敵対視する人間のみならず、仲間の恐竜ですらも弾除けの壁に使うなど、生物を生物と思わない非道な性格。
驚異的脚力の持ち主で、時速60km以上の高速で走ることが可能。
「MATCH/POMP」ではアングレームを利用し、パリ万博へ爆薬を搭載した砲弾を落とすという計画を実行しようとする。
移動の際はサクスフォンに入り、誰かに運ばせるという方法をとる。サックスマンに運ばせていた際には、さらに小型のガトリングと一緒に入っていた。
使用するガトリングは馬車を両断する程の威力を持つ。また、デリンジャーを2丁隠し持っている。
アダム
有翼の蛇教団のメンバー。アマルガサウルスの氏族。
生まれつき肋骨が1本足りないことから、自らを恐竜伝説における最初の恐竜「エオラ」、つまりアダムの生まれ変わりだと信じていた。
実際はあまりの馬鹿さに親にも見捨てられ、教団に体良く使われていたにすぎなかった。取り柄は馬鹿力だけ。
自らがアダムの生まれ変わりであることをジャンゴに否定されて、激昂し掴みかかるが、アダムの肋骨を腹部に突き刺されて殺される。
サックスマン
「MATCH/POMP」に登場。ヨーロッパで暗躍する国籍本名不明の男。コートを羽織り、常にサクスフォンを持ち歩く髭面。その正体は有翼の蛇教団のメンバーで、教主を運ぶ使い捨ての運び屋だった。
アングレームと接触し、彼を騙してパリ万博爆撃の計画に出資させる。
サクスフォンケースの中には教主とガトリングが入っており、これで射撃を行う。
キンスキ
有翼の蛇教団のメンバー。賭博城を経営するランベオサウルスの氏族。
常に慇懃な態度の男。聖シャイロックを自らの守護聖人と言う極限の守銭奴であり、同時に自らの命すらも賭けの対象にする狂信者である。心臓を撃ち抜かれながらも、「自分が銃で撃たれて死ぬか死なないか」という賭けに勝つために、平然と立って生きたフリをしていた。すべては教団の理念をかなえるため、教団に莫大な布施をするためで、初めて教団の理念に触れた時から自分の「男」が抑えきれなくなっている。
ボロンテ
「BUCK&DICK」に登場。
ティラノサウルスの氏族で、キンスキに拾われた。優れた嗅覚を持っており、穴の開いたボールの中で液体を調合、一定の匂いを配合することで、モビーディックを操る信号に使っていた。
丸々と肥え太っていて、食い意地がはっている。ルネサンスの三大発明はすべてくだらないと一蹴し、人間の発明で一番いいのはサンドイッチだと言った。
サンドイッチの良いところを三つ挙げると言いながら四つ挙げてしまったり、二択になると必ず悩みこむなど頭はあまりよくなく、そこをキンスキに利用されている。
非常に手が短いため、両手に義手をつけて補っている。
スターバックとリリーをモビーディックで襲わせるが、記憶を取り戻したモビーディックとスターバックの逆襲にあって死亡する。
キャラハーン
有翼の蛇教団のメンバー。モンコの地下工場を取り仕切っている。ポンチョを羽織っている。
テリジノサウルスの氏族であり、爪を地面につきたててセンサーのように用い、石油の油脈を探っていた。また、人間の足音を感知して索敵したり、相手の動きを読んだりもできる。爪による突きは一撃で首の骨を折り、ヘルメットごと頭部を貫通するなど非常に強力。
自動車を発明し、石油を世界に不可欠なものと決定づけることで、油田を巡るいざこざを起こして人間社会に大規模な戦争を起こさせようと画策していた。石油（太古の動物の死骸で出来たもの）を先祖の遺言だと言っていた。
爆発寸前の地下工場でサバタと対峙。足の動きからサバタの次の一手を読むが、その動きの意図までは読めず、射殺される。

### 最後の兵力
ロシア帝国内に住む恐竜の一団のこと。ロシアに非常時の戦力として仕える代わりに、ロシア内に定住を認められた恐竜の氏族達を示す。この契約関係は古くはビザンティン帝国のころからあり、その契約は「双頭の鷲」に表されて、ロシア帝国に受け継がれた。共に王冠を頂く2つの頭の鷲は、片方が人間、片方が恐竜を表し、1つの国家に人間と恐竜の2つの国があることを示す。また双頭の鷲の中央に据えられる「聖ゲオルグの竜退治」は、恐竜と人間の契約の力関係を言う。兵力の指揮権はロシアの恐竜達の王子に与えられており、ロシア皇帝の持つオーブはその王子の卵である。ロシア皇帝がその卵を持つということは、即ち「最後の兵力」の指揮権をロシア皇帝が持つということになる。逆に、オーブを持っていれば、それがテロリストであろうと最後の兵力はその人物に従うということでもある。
イワン・ミハイロヴィッチ・ドーロホフ
「HIDDEN DRAGON」に登場。ロシアの反体制テロリスト組織「人民の意志」の一員と目される、鉄仮面の男。オーブを盗み出し、最後の兵力を味方につけた。その咎で、ロシアの要請を受けた英国情報部、そしてイフの城に追われることになる。練兵と称し、最後の兵力で人間の村を襲わせるなどしていた。
その正体は人間ではなく、サバタと同じオヴィラプトル。卵喰いとして虐げられ、恐竜の胴体の形をした檻の中で、好色な王が次々と産ませる卵を間引きしていた。その目的も革命などではなく、自らを虐げた最後の兵力の恐竜達と、恐竜を抑圧する人間同士を、オーブを使って殺し合わせることだった。
非常に自己中心的な思考の持ち主。一方で体術に優れ、リリーを圧倒したばかりか、サバタに対しても、構えた銃を一瞬で分解したり、銃を手で押しのけて射線を逸らすなどして、銃撃を完全に捌ききった。
一度はサバタを殺したと思われたが、サバタは死んでおらず、リリーの投げたロン・デ・フェゴ（火の酒）の中に入っていた拳銃で撃ち殺され、死亡する。
最期まで「虐げられたのは自分1人」との妄執にとりつかれたままだった。
トゥーゾ
パキケファロサウルスの氏族で、パキケファロサウルス、プロトケラトプスで構成される30人ほどの村を統べる。最後の兵力の指揮権はオーブを持つ者にあるとして、ドーロホフに従った。
分厚く頑強な頭蓋骨を持ち、ナイフはおろか拳銃を受けても物ともしない。頭突きで扉やレンガの窓枠を破壊することもできる。
自らの仲間とともにリリーを追い詰めるが、乱入したサバタの銃弾を受ける。一度は耐えたが、同じ場所に2発弾丸を食らったことで、弾が頭蓋骨を貫通。死亡する。
元はアラスカで暮らしていたが、1867年に当地がアメリカに売られたために、氏族を連れロシアに渡った。その後、プロトケラトプスの氏族を吸収合併した。
カントレ
ドーロホフについた氏族の村の族長。村はチンタオサウルスとシッタコサウルスで構成され、兵員の人数は40人とドーロホフについた中では最も多い。
ヘンゾ
ドーロホフについた氏族の村の族長。村の兵員は少ないが、モノロフォサウルスの氏族で構成されており、高い兵力を有する。
コープラ、ドノマ
ドーロホフについた氏族の村の族長。どちらの村の氏族かは不明だが、マメンチサウルスの氏族が所属している。

### 見えない学園
インビジブル・カレッジ。あらゆる科学分野に精通する恐竜の科学者たちが、アンダーグラウンドで連絡を取り合い、結成した秘密結社。恐竜は過去の大絶滅に今もおびえており、この絶滅の原因を探り、二度と大絶滅を起こさないために、様々な科学分野を研究・発展させてきた。その後に人間との権力闘争に敗れた恐竜が地下に潜り、この結社を作り上げた。多数の分派が存在し、中には過激な人間排斥思想を掲げるものもある。
教授
「TIME OF DESCENT」に登場。見えない学園のガリレオ派に属する、スキピオニクスの氏族。
自らの祖先であるガリレオ・ガリレイを崇拝し、彼を迫害した人間に強い敵愾心を持っている（ただし、ガリレオ・ガリレイが何ザウルスであるかは明確になっていない）。
テスラのメモから高周波発生装置を作り出し、ピサで大量の人間を焼き殺そうと画策。だがサバタ、リリーの手で計画は潰され、乗っていた気球を墜落させられた。最後はサバタによって射殺される。

### 応龍楼
中国の清朝に仕える暗殺者集団。応龍とは中国における龍の最上位の形態を言い、5枚の翼を持つ恐竜ミクロラプトルのことを示す。応龍楼は胎児の時に進化を止めて育てたミクロラプトルを用い、暗殺を行う集団である。所属する暗殺者は背中の籠にいれたミクロラプトルで飛行（実際は滑空程度）するために、肉体改造で全身の体重を極限まで落としている。長らく流浪していたが、恐竜による中国の実質的な支配を終わらせるという男・毛沢東暗殺の勅令を西太后から受け、再び活動を開始する。
ミクロラプトルの女
「RED STAR」に登場。応龍楼の暗殺者。ミクロラプトルの氏族で、ミクロラプトルこそが最も進化した気高い恐竜だと主張し、自らを女王と称する。
ミクロラプトルは現在進化によって飛ぶことができなくなっているが、孵化直前の卵から胎児を取り出し、針を刺して進化を止めることで、羽根を持ったミクロラプトルを生み出すことができる。彼女は自分の子供にこの技術を用い、都合のいい殺人鳥に仕立ててきた。
彼女自身はこの自分の子供達を「道具」と思っていたが、リリーとの戦いでは、無意識に自らの子供を助けようとして隙を見せてしまい敗北する。その際はリリーに見逃されるも、すぐさま「冗談」と態度を一変させ、助けた子供を握り殺した。直後、自分の家族を殺されたことに怒った他のミクロラプトルに襲われ、さらにサバタに額を撃ち抜かれて死亡する。

### ピンカートン探偵社
実在の探偵社はピンカートン探偵社を参照。「ADAMS RIB」で初登場。作中ではほぼスパイ組織のような描写がなされている。何人かのグループごとに、メンバー各員の名前を1つの名前に統一しているのが特徴。服装も揃いで、スーツに山高帽を被っている。「ADAMS RIB」の後も、アダムの肋骨を巡ってイフの城とは対立してきたらしい。
ボビー
「ADAMS RIB」に登場。「アダムの肋骨」の在り処を聞き出すため、シュリーマンを捕らえようとイスタンブールに現れたグループ。
4人組で、全員名前が「ボビー」。シュリーマンの商談相手を射殺し、シュリーマンを捕らえる。直後にサバタの銃撃を受けるが、防弾スーツ（帽子も防弾）で全くダメージを受けなかった。
だが、グランバザールでサバタが入手したコルト・ウォーカーモデルで防弾スーツを破られ、全員射殺される。
ダニー
「ADAMS RIB」に登場。オリエント急行に乗り込んだサバタ、リリー、シュリーマンを追ってきたグループ。全員名前がダニー。
3人を襲撃しようとするが、その前にジャンゴの手で全員射殺されてしまう。
トミー
アメリカ大統領とモンテ・クリスト伯三世の会合の際、護衛で現れたグループ。
老齢の男が一番上役らしく、控え室でサバタと睨み合っていた。
その後、モンテ・クリスト伯三世の狙撃未遂で捜査を行ったが、何の証拠も見出せなかった。

### 英国情報部
リリーの古巣。大英帝国イギリスのスパイ組織。
N
「HIDDEN DRAGON」で初登場。リリーの上司で、小太りの男。非常に尊大な態度の持ち主で、リリーに命令をする際も「死んでも構わない」と軽視した発言を繰り返していた。事実、サバタからリリーは邪魔になったので殺した、と虚偽の報告を受けた際も、「まずかったか？」という問いに「別段」と返していた。
一方で「ONE FOR THE ROAD」に登場した際、恐竜の関与をアピールするかのような切り裂きジャックが残したメッセージを隠匿する為、ユダヤ人の犯行ととれるように記録の改ざんをさせたが、「ユダヤ人」の綴りを間違えるなど、抜けた部分もある。
フローレンス・ナイチンゲール
「ONE FOR THE ROAD」に登場。クリミアの天使と言われた看護婦。英国情報部のスパイ。
初対面のサバタと銃を向け合うなど、凶暴な性格の老婆であり、史実のナイチンゲールとは大きく異なる人物像となっている。ただ、そういった凶暴性と同時に深い慈悲も持ち合わせている。
歳は食っているが、そのスパイとしての技術も、戦場仕込みの医療技術も衰えていない。二丁拳銃の使い手で、車椅子は大量の銃器が仕込まれている他、エンジンがついていて猛烈なスピードで走ることができるうえに、肘掛には2台の砲まで仕掛けてある。
クリミア戦争時代、セバストポリでロシアの黒海艦隊の動向を探っていた。その際、リリーの父親の裏切りで居所をロシア側にリークされ、足に怪我を負ってしまう。車椅子を使っているのはそのため。
表面上はリリーを恨んでいる風だったが、実際はリリーが生きていられるように尽力した本人であり、彼女には何の恨みも持っていなかった。
幼少時から、弱きものを助けよという神の声を聞いていたために看護婦となった。クリミアで消費されていく「最後の兵力」の恐竜を見て、彼ら弱い恐竜達を助けることが使命だと確信する。
ロレンス
「ONE FOR THE ROAD」に登場。ナイチンゲールの車椅子を引く男。
過激なナイチンゲールをいさめる役どころだったが、クリミア戦争で使われた化学兵器を用い、恐竜街を殲滅する作戦には乗り気だった。
恐竜街の殲滅作戦を阻止するためにナイチンゲールに射殺された。

### CIA
アメリカ合衆国の斥候部隊。CIAはアメリカ中央情報局（Central Intelligence Agency）の略ではなく、アメリカ十字軍（Crusaders In America＝クルセイダーズ・イン・アメリカ）の略称である。表向きはバッファロー・ビル率いるワイルド・ウェスト・ショーの興行一座だが、これは興行が人気を博すことで、各国への進入を容易にする目的がある。
バッファロー・ビル
ワイルド・ウェスト・ショーの興行主であり、座長。豪快な性格である一方、興行後の宴会で「飲んだ分は給料から引く、マジで」と念を押して言うなど、金に細かい一面も見せている。
とてつもない酒豪であり、リリーと飲み比べを行って勝利した（リリーの敗北は演技だったが）。
筋骨隆々の大男であり、CIAの活動を行う時はバッファローの角を模した飾りに、腰巻一枚と半裸状態。
モンコの地下工場に潜入。恐竜の企みの全容を知るが、逆にその企みを達成させた方が合衆国の利益となると判断。計画を潰そうとしていたアニーを殺し、シッティング・ブルとリリーに対しても毒を盛った。
が、何かの葉を吸ったシッティング・ブルに一撃でのされ、さらに2つの自動車にサンドイッチにされてしまう。
死んだと思われていたが生きており、事件の1ヵ月後にエジソンの会社を訪れる。体に残った自動車のエンジン部の傷跡を見せて、自動車の完成に一役買った。
アニー・オークリー
ワイルド・ウェスト・ショーの花形スター。実在の人物に関しては「アニー・オークレイ」を参照。
10丁のライフルで迫りくる20本の槍を一度に撃ち抜く、という離れ業の持ち主で、サバタですら「どーやったら当たるんだ？」と感心していた。が実際はエジソンの発明を使ってのトリックだった。使用するライフルは火を吹くだけで弾は入っておらず、実弾は銃床の中に隠してある（ただし、鍵がないと取り出せない）。
現代的な言葉遣いの持ち主で、恐竜と99部隊の乱戦の状況を見ても「ウケる」と軽い言動で済ませている。一方で倫理観がない訳ではないようで、有翼の蛇教団の企みによって起こり得る未来の戦争を止めさせようとしていた。
髪の中に斧などを隠し持っている。
教団の企みを通した方が合衆国の利になると考えたバッファロー・ビルに、「CIA失格」との烙印を押され、角で刺し殺される。最期にシッティング・ブルに何かの葉の入った煙管を渡した。
シッティング・ブル
スー族名誉酋長。アメリカ・インディアン。実在の人物に関しては「シッティング・ブル」を参照。
大柄でどっしりとした男。興行の際、大量の観客を前にスー語で「お前ら白人は下劣な盗人だ」と言い放ち（ビルを含めて誰もスー語がわからなかったため、感謝の意を述べている、と誤魔化された）、たびたび白人を罵倒する言葉を（スー語で）言うなど、白人に対しての敵意は強い。
一方でビルのことを友人だと思っていたようで、義理堅い性質でもあるようだ。武器としては主に手斧を用いている。
ビルの手で毒を注入されて死に掛けるが、アニーから渡された何かの葉を煙管で吸い、筋肉が著しく肥大。怪力でビルを圧倒した。
地下工場の爆発後も生き延び、イフの城に鞍替えした。新入りエージェントとしてサバタとともに任務に望む。

### 99部隊
エジソン電気株式会社に属する特殊部隊。部隊の名前に冠される「99」とはエジソンの名言「天才は1％の閃きと99％の努力」に由来するもの。即ち、ライバルへの妨害工作や情報の簒奪などの「努力」を専門に行う産業スパイ部隊。機械的な鎧に身を包み、ライフル状のスタンガンのような武装を主に使用（本体とコードで繋がったコンセントのような電極を飛ばし、相手に通電させる）。全員が極度の発明マニアのようで、分解した自動車のエンジンを評して「エロい」「嫁にしてえ」などと言っている。
フォード
「ETERNAL FLAME」に登場。「ヘンリー・フォード」と思われる。顔の横幅より長いカイザル髭が特徴。
99部隊に所属し、司令塔としてモンコの地下工場に乗り込んできた。99部隊の他のメンバーに漏れず、発明に対して凄まじい執着心を持っており、自動車に撥ねられながらも「どんな仕組みだ」とメカの方に執着していた。
何らかの機能を内蔵した大剣（いわゆる振動剣か電熱線のような機構を内蔵した物）を使用する。これは、自動車を両断できるほどの代物で、直列に繋いだ大量の電池を動力とする。
エジソン
「ETERNAL FLAME」に登場。実在の人物に関しては「トーマス・エジソン」を参照。
モンテ・クリスト伯三世と会い、サイン本と一緒に写真を撮る。が、その直後にモンテ・クリスト伯を狙った狙撃事件に巻き込まれる。
稀代の発明家とは表の姿だが、実際はテスラの発明をメディアを利用して潰そうとしたり、私設の特殊部隊「99部隊」を使って他人の発明を強奪したりと、他人を蹴落とす「99％の努力」に精を出す。ヒステリックで自己中心的な性格である。
自らの発明を使って、モンテ・クリスト伯狙撃を演出。恐竜が考えているという「石油を使った発明」を追跡させるために、合衆国とイフの城を動かし、利用していた。
モンコの地下工場で自動車の設計図を強奪。「大衆車」とその場で名づけるが、肝心のエンジン部の設計図をイフの城に奪われてしまい、1ヶ月間放心状態となった。が、バッファロー・ビルの助力で自動車を完成させ、後に起きる「戦争の百年」に火を点けることとなり、恐竜の「何人同胞が死んでも最後の1人が任務を遂行できればそれでいい」との理念に則った計画が、最終的に人間の手で完遂されてしまう皮肉を生んだ。

### その他の登場人物
ガリレオ・ガリレイ
「TIME OF DESCENT」で語られた。史実のガリレオは人間だが、作中においてはスキピオニクスであったと言われる。
ガリレオが迫害された理由は、コペルニクスの地動説を支持した以上に、恐竜であったがためだった、と作中で解釈されている。
ニコラ・テスラ
「TIME OF DESCENT」で初登場。発明家。人間。実際の人物に関しては「ニコラ・テスラ」を参照。
初登場時はブダペストに在住。壁から家具まであらゆるところにメモを貼り付けた（本人曰く、発明のアイデアが湧いてくるため、忘れないように）異様な部屋に住んでいたうえに、巨大な車輪を背負い、マスクとヘルメットで顔をほとんど隠した奇妙な風体で登場した。背中の車輪とマスク、ヘルメットは、自作の電気治療器。感覚過敏症であるため、治療器で五感をコントロールしないとまともに生活ができない。
ブダペストでは襲撃者の襲来を察知（本人は外の足音がうるさいと思っていただけ）。その後、サバタと襲撃者が銃撃戦を行ったため、あまりのうるささに気絶してしまった。
「ETERNAL FRAME」で再登場した時には電気治療器は身につけていなかったが、エジソンのせいですっかり凋落して浮浪者のようになっていた。「エジソンの悪行再現装置」なる大掛かりな装置を作ってまでエジソンの行いを糾弾する徹底ぶり。
西太后
「RED STAR」に登場。実在の人物に関しては「西太后」を参照。
清朝の権力者。その背後にはサウロロフスが立っている。
中国は代々皇帝の背後に応龍（ミクロラプトル）が立って権力を掌握しており、清朝からは角龍（サウロロフス）がそれに取って代わるが、恐竜による事実上の支配状態は続いていた。だが占術房による占いの結果、毛沢東が将来この「龍の統治」を終わらせるということがわかり、これを阻止するために応龍楼を刺客として差し向けた。
毛沢東
「RED STAR」に登場。実在の人物に関しては「毛沢東」を参照。
まだ赤ん坊だが、将来中国の「龍の統治」を終わらせるという予言が出たために、命を狙われる。
1955年、毛沢東が雀を害鳥と見なし駆除したのは、彼が幼少時にミクロラプトルに襲われ、潜在的に鳥類を畏怖していたからだという。
フランソア・エルネスト・フルニエ
「RED STAR」に登場。実在の人物に関しては「フランソア・エルネスト・フルニエ」を参照。
フランスの海軍中佐。李・フルニエ条約を押し付けたフランス側の当事者。
西太后が応龍楼の実力を調べるために暗殺の標的とされ、上海で暗殺された。だが、悲鳴を部下が聞きつけて彼の部屋の中に入ったとき、同じく間に合わなかったリリーが居合わせていたため、表向きは中国側の仕業ではないという事になっている。
ハインリヒ・シュリーマン
「ADAMS RIB」に登場。実在の人物に関しては「ハインリヒ・シュリーマン」を参照。
トロイの遺跡を掘り出した考古学者。トロイ、とカタカナで書かれたネクタイをしている。アメリカ政府の要請で、「伝説の記述通りに」トロイ遺跡を発掘した。つまり、恐竜の関わるものをすべて破壊したうえで、トロイ遺跡の発掘を公表した。が、実際は発見したものはすべて残しておいてあり、こっそり売って金に換えていた。
トロイ発掘の中で、恐竜伝説における最初の恐竜エオラ（＝アダム）の肋骨を発見。旧約聖書が恐竜伝説の焼き増しであるとの事実を裏づけしてしまう。これが公表されるのを防ごうとするアメリカ政府によって命を狙われ、イフの城に護衛を要請した。
ひょうひょうとした老人で、自分で自分のことを「偉人」と言ったり、遺物を売って金に変えていたことも悪びれないなど、なかなか無茶だが憎めない性格をしている。しかし人を見る慧眼は確かで、サバタのリリーに対する恋愛感情を見抜いたり、アダムが肋骨を引き渡すように言った時も、肋骨を悪用しようと企んでいることを見抜き渡さなかった。
ジャンゴによってこめかみを狙撃されながらも、自著にサインを残し、命日のサインだから価値が出る、とおどけたまま死亡した。遺体はイフの城が回収し、耳の病気で死亡した事にされた。「BUCK&DICK」では、その命日がいつになるかをキンスキらによって賭けの対象にされていたことが判明した。
バニラス・ガイラ
「ONE FOR THE ROAD」に登場。
親指に巨大な鉤爪を持ったヴェロキラプトルの氏族。ロンドン地下恐竜街の住人だったが、ある日忽然と姿を消し、時同じくして切り裂きジャックがロンドンに出没するようになった。
当初は切り裂きジャックの犯人最有力候補だったが、実際はサンダに殺害されて親指を奪われた被害者だった。
名前は『ウルトラマン』に登場する怪獣バニラと、『フランケンシュタインの怪獣 サンダ対ガイラ』に由来すると思われる。
ビデ・アングレーム
「MATCH/POMP」に登場。実業家。
黄リンマッチの販売事業に手を出すが、安全な赤リンマッチが開発されたことで大量の在庫を抱えることになり、失敗。財産の半分を失ってしまう。
サックスマンから赤リンマッチを発明し売り込んだのは恐竜だと言われて恐竜を恨むようになり、「彗星を狙撃し、巻き起こる粉塵で氷河期を起こし恐竜を絶滅させる」という計画に残りの財産すべてを出資した。実際は「有翼の蛇」教団のパリ万博を狙ったテロ計画に出資していたのだが、サバタやリリー、ブースロイドに説明されても頑として騙されたことを認めようとしなかった。
ゾルンホーフェンでは嘘発見器を取り付けられ、道案内役としてサバタ達に同行させられた。その際、「そう」であることが判明する。サックスマンに優しくされ、純潔を奪われたことで彼を愛するようになったらしい。
サックスマンが死んで、ようやく自分が騙されていたことに気づくと、半ばキレ気味にサバタ達に協力するも、「有翼の蛇」の教主にデリンジャーで撃たれてしまう。
結局弾丸は発射されてしまうが、彼の黄リンマッチが弾丸の爆薬の上で発火し（黄リンマッチは振動などで自然発火することがある）、結果的に彼のマッチがパリを救うこととなった（ただ、最後の最後まで恐竜嫌いはなおらなかった）。
普段はなよなよとした風だが、一度キレると驚異的な身体能力を発揮する。サバタとブースロイドを蹴り飛ばして昏倒させたり、時速60km以上で走る「有翼の蛇」の教主に走って追いつくなど、人間離れしている。
モビーディック
「BUCK&DICK」に登場。実在の小説に出てくるモビー・ディックに関しては『白鯨』を参照。
小説『白鯨』に登場する巨大な白鯨モビー・ディック。その正体はリオプレウロドン。進化した直立二足歩行ではなく、太古の姿そのままをしている。
いくつもの海を渡り、自らの制海に入り込んだ人間を戦い屠った誇り高き海の覇者。過去にエイハブの片足を奪い、その後復讐者となった彼と死闘を繰り広げた末に勝利した。
ボロンテに"匂い"によって操られ、保険金詐欺の片棒を担がされていた。口中に入り込んだスターバックの手で、過去の記憶と誇りを呼び覚ました。
エイハブ
「BUCK&DICK」に登場。実在の小説の登場人物に関しては『白鯨』を参照。
モビーディックに片足を奪われ、復讐者となった。ピークォド号に乗り込み、モビーディックを追跡した。モビーディックと戦ったあらゆる者の中で最も執念深い戦士であり、その魂はモビーディックの口中に突き刺さった銛に宿って生き続け、戦い続けていた。
合衆国大統領
「ETERNAL FLAME」に登場。
本名は出ていないが、ワシントン記念塔の除幕が6年前ということで、当時の大統領は「ベンジャミン・ハリソン」。
人間世界に混乱を招くアダムの肋骨を破壊するため、ピンカートンを使ってイフの城と暗闘を繰り広げてきた。
「ETERNAL FLAME」でようやく休戦協定を結ぶが、友好的なのも表向きだけで、アダムの肋骨の隠し場所を聞き出したらすぐさま破壊しようと考えていた。が、その肝心の肋骨はワシントン記念塔の秘密裏の補修工事の際、記念塔の中に埋め込まれていることが発覚する。口が悪く、「クソ」が口癖。
久正人
『ジャバウォッキー』の作者。ニッポノサウルスの氏族。1920年没。
ジャバウォッキーの各巻カバー折り返しでは、彼の生前の逸話や活動の記録が記されており、謎多き作者の人（竜）となりを知るのに非常に役立つ。

## 用語
氏族
それぞれの恐竜の氏族。オヴィラプトルの氏族は、オヴィラプトルを先祖に持った氏族ということになる。
オヴィラプトル
詳しくは「オヴィラプトル」を参照。
卵食い、卵泥棒の異名で他の氏族から疎まれ、迫害されている。
だが現代では、卵泥棒という異名の由来である化石が、オヴィラプトルが抱卵したまま化石になった姿との見解が示され、いわれのない汚名であるとされている。
パキケファロサウルス
詳しくは「パキケファロサウルス」を参照。
トゥーゾの率いたパキケファロサウルスの氏族は、もとはアラスカに住んでいたものだが、1867年にアラスカがアメリカに売却されてからはロシアに渡り、そこで生活を始めていた。
ステゴサウルス
詳しくは「ステゴサウルス」を参照。
「脳が二つある」という迷信があるほど知能が高く、学者や研究者が多い氏族。
サイカニア
詳しくは「サイカニア」を参照。
泳ぎに長けた者の多い氏族であり、明治ごろの日本でも川を泳ぐ「皿のような頭」と「甲羅のような背中」の彼らの氏族が目撃されたという。しかし、当時は恐竜ではなく「別の生き物」に見られていたようだ。
ミクロラプトル
詳しくは「ミクロラプトル」を参照。
過去には応龍として中国皇帝の背後に立ち権力を掌握していた。
進化したために現在は飛ぶことはできないが、女王は代々、孵化前の卵からまだ尾や翼が残っている段階の我が子を取り出して、脳の特殊なツボに針を打ち込むことで進化を止め、祖先の姿を残したままの暗殺者として育て上げてきた。
アロサウルス
詳しくはアロサウルスを参照。
最強の恐竜の名を欲しいがままにする氏族。直立二足歩行に進化してからもその絶大な身体能力は健在。ネイティブアメリカンとの繋がりが強く、米国新政府によるネイティブアメリカン迫害も、彼らアロサウルスの氏族への恐怖心が強かったためだとされる。
ヴェロキラプトル
詳しくは「ヴェロキラプトル」を参照。
必殺の鉤爪を持った凶悪な肉食恐竜と言われていたが、作中では鉤爪は木を登攀するための手段であると解釈されている。有名なプロトケラトプスとの闘争化石も、襲われるヴェロキラプトルと襲うプロトケラトプスの関係が逆に解釈されたものだという。マルコ・ポーロの東方見聞録に記された「山の長老」という暗殺集団は、彼らの氏族であるとされる。
アグナサ号
イフの城が所有する潜水艦。デボン紀の古代魚プテラスピスをモデルにしている。鋭利なブレードを上部につけた衝角や機雷、小型の舟艇などを備える。人員の回収や移動などに使われる。船長はロコ。
モビーディックとの戦いで沈没しかけた。
賭博城
キンスキが管理する大規模な賭博場。地図にない島にある。
恐竜界のビッグネームが多数集まり、世界のあらゆる事象・魂・生死を対象に賭けを行っている。
双頭の鷲
ビザンティン帝国からロシアに引き継がれたシンボルであり、歴代皇帝（ツァーリ）に受け継がれる紋章。
その示すところは、ビザンティンから続く恐竜と人間の関係性。1つの冠を頂く2つの頭の鷲が恐竜と人間、つまりロシア国内にある恐竜と人間の2つの王国を示し、紋章の中央にある「聖ゲオルグの竜退治」が恐竜と人間の交わした契約の力関係を示す。
宝珠
ロシア帝国の皇帝が持つオーブ。本当はオーブではなく、ロシア内にある恐竜の王国の王の息子、つまり王子の卵である。
最後の兵力の指揮権はこの王子が持つが、あくまで建前だけで、その卵を持っているロシア皇帝が最後の兵力の手綱を握っている。
逆にその所有者が変われば、新たな所有者が指揮者となる。
龍の統治
恐竜による、実質的な中国の統治支配。代々中国皇帝の背後には応龍ミクロラプトルが立っていた。
満州によって清が立てられると、ミクロラプトルに代わり角龍サウロロフスが西太后の後ろに立つようになったが、変わらず龍による統治は行われており、紫禁城には有鱗長官という恐竜の役人もいる。
アダムの肋骨
トロイ遺跡から発掘された巨大な肋骨。人間のものではなく恐竜のもので、恐竜の伝説における最初の恐竜エオラ（恐らくブラキオサウルス）の肋骨である。エオラは古竜語で、アルファベットに対応させるとアダムと読める。
トロイ戦争時にヘレネによってトロイに持ち込まれたが、これが発見されたことで旧約聖書は恐竜の伝説の盗作であるという事実が裏づけられてしまった。
恐竜の伝説
トロイ神殿跡の石版に記された伝説。旧約聖書のアダムとイブの伝説に類似している。
トロイ戦争
詳しくはトロイ戦争を参照。
シュリーマンの突き止めた事実によると、ヘレネの正体はギリシャ全土の恐竜の軍隊を束ねる恐竜の女王であり、各都市国家は彼女と同盟を結ぶことで恐竜軍との対立を避けてきたのだが、人間であるトロイ王子パリスと両想いになったヘレネは軍隊を率いてトロイに移住したために、トロイの軍備強化を恐れたギリシャ側によって引き起こされたことが判明した。
ルネサンス
作中では、恐竜によって地上の覇権が再び取り戻されそうになった際、人間が団結して起こした一連の行動とされる。「人間復興」に（ルネサンスと）ルビが振られる。これによって、再び恐竜はアンダーグラウンドへ押し戻されたらしい。

## 書誌情報
- 久正人 『ジャバウォッキー』 講談社〈マガジンZKCレーベル〉、全7巻
  1. 2007年5月23日発売 ISBN 978-4-06-349287-3
  2. 2007年5月23日発売 ISBN 978-4-06-349288-0
  3. 2007年8月23日発売 ISBN 978-4-06-349306-1
  4. 2008年3月21日発売 ISBN 978-4-06-349345-0
  5. 2008年6月23日発売 ISBN 978-4-06-349355-9
  6. 2008年9月22日発売 ISBN 978-4-06-349383-2
  7. 2009年1月23日発売 ISBN 978-4-06-349408-2
- 久正人 『ジャバウォッキー』 アース・スター エンターテイメント〈アース・スターコミックスレーベル〉、全7巻
  1. 2014年1月11日発売 ISBN 978-4-8030-0524-0
  2. 2014年1月11日発売 ISBN 978-4-8030-0525-7
  3. 2014年1月11日発売 ISBN 978-4-8030-0526-4
  4. 2014年2月12日発売 ISBN 978-4-8030-0533-2
  5. 2014年2月12日発売 ISBN 978-4-8030-0534-9
  6. 2014年3月12日発売 ISBN 978-4-8030-0555-4
  7. 2014年3月12日発売 ISBN 978-4-8030-0556-1